# Women's Flat Track Derby Association
La Women's Flat Track Derby Association (WFTDA) è un'associazione di leghe femminili di roller derby a pista piana di tutto il mondo. L'organizzazione è stata fondata nell'aprile del 2004 col nome di United Leagues Coalition (ULC) ed è stata ridenominata nel novembre 2005. È registrata a Raleigh, Carolina del Nord come organizzazione non-profit. Secondo la sua dichiarazione di missione, l'organizzazione "promuove e incoraggia lo sport del roller derby femminile a pista piana facilitando lo sviluppo dell'abilità atletica, dello spirito sportivo, e della buona volontà tra le leghe membro" e la sua filosofia di governo è "dalle pattinatrici, per le pattinatrici" — i principali proprietari, manager, e operatori di ogni lega membro e dell'associazione sono pattinatrici, sebbene questo non precluda alcuna particolare struttura aziendale. La dichiarazione di missione dice anche che la WFTDA stabilisce "standard per regole, stagioni e sicurezza, e linee guida determinanti per le competizioni atletiche nazionali e internazionali delle leghe membro" e che "tutte le leghe membro hanno voce nel processo decisionale, e convengono di aderire alle norme WFTDA."

## Storia

### 2004
Durante il suo primo anno, la ULC era un forum internet informale, tramite il quale le leghe esistenti comparavano note per prepararsi a incontri interlega; era anche usato per scambiarsi informazioni per aiutare le nuove leghe che avevano appena intrapreso l'attività.

### 2005
La ULC si evolse in un'organizzazione più formale nel luglio 2005, quando i rappresentanti di 20 leghe si incontrarono a Chicago per discutere la creazione di un corpo che governasse il roller derby femminile a pista piana. All'incontro furono stabiliti un sistema di voto e un insieme di obiettivi, e fu introdotta una scansione temporale per facilitare gli incontri interlega. Tra questi obiettivi c'era la produzione di un design standard per la pista e delle regole di gioco standard, design e regole che furono creati e distribuiti più tardi quello stesso anno.
Nel novembre 2005, la ULC votò di cambiare il proprio nome in Women's Flat Track Derby Association.

### 2006
All'inizio del 2006, furono pubblicati sul neonato sito web dell'organizzazione un design per la pista e le regole. In quel momento, l'organizzazione aveva raggiunto le 30 leghe, un tetto deciso all'incontro del luglio 2005.
L'accettazione di nuove leghe membro fu rinviata al momento in cui requisiti di affiliazione riveduti avrebbero potuto essere discussi al successivo incontro faccia a faccia, in programma alla fine di maggio. Tuttavia, nel febbraio 2006, poco dopo la pubblicazione dei requisiti iniziali e a seguito della frammentazione di diverse leghe, una clausola "multi-leghe per città" fu aggiunta ai requisiti di affiliazione. Benché fino alla metà del 2006 la clausola fosse elencata come requisito per l'affiliazione, il sito web della WFTDA fu in seguito aggiornato con l'affermazione che quella stessa norma era "non ufficiale".la WFTDA sostiene anche che quella norma è intesa per tutelare la benevolenza fra i membri — escludendo le leghe che difficilmente incontrerebbero il favore dei membri attivi — e allo stesso tempo per prevenire che leghe rivali nella stessa città siano al corrente di " informazioni proprietarie" reciproche.
In seguito all'incontro del maggio 2006 fu rilasciato un comunicato stampa per promuovere l'organizzazione e pubblicizzare l'incontro. La dichiarazione di giugno copriva i seguenti punti:
- rappresentanti delle "30 leghe fondatrici" si sono incontrati per discutere regole, struttura aziendale, standard di abilità, ranking e futuri tornei
- era in programma l'ingresso di altre 30 leghe verso la metà del 2006, portando il totale a 60
- fu annunciato che verso la metà del 2006 sarebbe uscita la Versione Due delle Regole Standard WFTDA per il roller derby a pista piana per gli incontri Interlega
- Furono annunciate modifiche alle divisioni fra le leghe
- Fu annunciato il calendario del torneo 2007.

In aggiunta furono annunciate le divisioni Eastern e Western divisions, delimitate dal fiume Mississippi. Così, ogni lega membro si trovò nella regione Eastern o Western, e nella Division 1, 2 o 3.
Nel settembre 2006 furono riaperte le affiliazioni.

### 2007
Alla fine di agosto 2007, le leghe membro di WFTDA erano 43. Il 15 agosto 2007, la WFTDA annunciò di aver stretto un accordo col network MavTV per registrare e trasmettere l'Eastern Regional Tournament 2007 in una serie di 12 episodi settimanali da un'ora (un episodio per bout).
Verso la metà del 2007, il sito della WFTDA fu aggiornato per riflettere i cambiamenti nei requisiti per essere assegnati alle tre division, ora basato sull'anzianità, misurata dalla capacità di affrontare incontri inter-lega e dal numero di stagioni completate come membro di WFTDA.
Nel settembre 2007, la WFTDA fu ammessa in USA Roller Sports (USARS) come membro di Classe V — associazione nazionale amatoriale di pattinaggio a rotelle — e un delegato di WFTDA entrò nel direttivo di USARS.

### 2008
Nel febbraio 2008, la WFTDA annunciò che le leghe canadesi sarebbero state eleggibili per l'affiliazione.
Nel giugno 2008, il WFTDA Rules Committee creò un forum di domande e risposte per "dare risposte definitive e finali riguardo alle regole standard della Women's Flat Track Derby Association".
Nel luglio 2008, la WFTDA avviò un programma di certificazione degli arbitri.
Nel settembre 2008, la WFTDA raggiunse le 60 leghe membro, e iniziarono le pubblicazioni del magazine ufficiale WFTDA fiveonfive.
Nel novembre 2008, fu pubblicata una circolare che annunciava che per il 2009, le leghe membro di WFTDA sarebbero state divise in quattro regioni, invece di due: West, South Central, North Central, ed East. Ogni regione avrebbe avuto un proprio torneo, seguito da un campionato nazionale:
- 11-13 settembre 2009: Eastern Regionals a Raleigh (Carolina del Nord)
- 18-20 settembre 2009: North Central Regionals a St. Paul (Minnesota)
- 25-27 settembre 2009: South Central Regionals ad Atlanta (Georgia)
- 2-4 ottobre 2009: Western Regionals a Denver (Colorado)
- 6-8 novembre 2009: Finali nazionali a Philadelphia (Pennsylvania)

### 2009
Nel gennaio 2009, la Montréal Roller Derby divenne la prima lega canadese ammessa come membro (66ª della WFTDA), e fu inserita nella regione orientale.
Sempre a gennaio, la WFTDA annunciò che non avrebbe accettato richieste di adesione da febbraio a luglio, in modo da potersi concentrare sulla ristrutturazione interna al fine di, tra le altre cose, "accrescere il raggio d'azione" dell'organizzazione.
Nell'aprile 2009 la WFTDA pubblicò una revisione delle regole, le "WFTDA Rules 4.0". Il regolamento riveduto divenne effettivo per tutti i bout ufficiali WFTDA il 1º giugno 2009.
Nel maggio 2009 Montréal Roller Derby e Harrisburg Area Roller Derby giocarono il primo bout internazionale ufficialmente riconosciuto dalla WFTDA all'Olympic Skating Center di Enola (Pennsylvania).
Nel luglio 2009, la WFTDA annunciò il suo nuovo programma di apprendistato per le aspiranti leghe membro che rimpiazzòd il tradizionale processo di richiesta di affiliazione. IL programma è costruito per funzionare da tutorial "WFTDA 101", e affiancherà alle nuove leghe un mentore WFTDA riconosciuto, che guiderà l'apprendista attraverso i processi e i requisiti necessari a diventare un membro ufficiale. A completamento del programma, le leghe apprendiste avranno la conoscenza (e le raccomandazioni) necessaria per richiedere di divenire membrei ufficiali della WFTDA.
Nel novembre 2009 la WFTDA aprì la possibilità di affiliarsi a livello mondiale e le London Rollergirls divennero la prima lega fuori da Nord America a iscriversi come membro apprendista.

### 2010
Nel giugno 2010, la WFTDA annunciò le prime leghe apprendiste promosse, e formò due nuove regioni fuori dagli Stati Uniti (le leghe in quelle regioni avrebbero gareggiato nella regione statunitense finché si fossero maggiormente sviluppate).

### 2012
Nel marzo 2012, le Bear City Roller Derby di Berlino sono divenute la prima lega membro nell'Europa continentale.

### 2013
Nel giugno 2013 le Rock n Roller Queens di Bogotà (Colombia) sono divenute la prima lega membro in Sud America. Le Tokyo Roller Girls e le Kokeshi Roller Dolls sono divenute le prime leghe membro in Asia.

## Campionati
Fino al 2012 ogni regione della WFTDA (Eastern, North Central, South Central e Western) giocava un torneo a settembre o ottobre; le prime tre leghe di ogni torneo si qualificavano al WFTDA Championship, che si teneva a novembre. I quattro tornei regionali e le finali erano detti "Big 5".
A partire dal 2013 sono strutturati 2 livelli di playoff e di campionato finale, quelli di Division 1 (cui partecipano 40 leghe) e quelli di Division 2 (cui partecipano 20 leghe). I playoff di Division 1 (disputati in 4 località) qualificano 12 leghe alle finali del campionato maggiore, mentre quelli di Division 2 (disputati in 2 località) ne qualificano 4 alle finali del campionato di Division 2.
Dal 2014 si giocherà anche un torneo europeo.
La lega vincitrice del Championship ottiene l'Hydra Trophy.
Elenco dei vincitori dei WFTDA Championship Tournaments:
1. 2006 - Texas Rollergirls Texecutioners - 2006 Dust Devil
2. 2007 - Kansas City Roller Warriors All Stars - Texas Shootout 2007
3. 2008 - Gotham Girls Roller Derby All-Stars - Northwest Knockdown
4. 2009 - Oly Rollers Cosa Nostra Donnas - Declaration of Derby
5. 2010 - Rocky Mountain Rollergirls 5280 Fight Club - Uproar on the Lakeshore
6. 2011 - Gotham Girls Roller Derby All-Stars - Continental Divide and Conquer
7. 2012 - Gotham Girls Roller Derby All-Stars - Grits and Glory
8. 2013 - Gotham Girls Roller Derby All-Stars (Division 1) & Jet City Roller Girls (Division 2) - WFTDA Championships

## Divisioni delle leghe di WFTDA
| Division | Definizione a metà 2006 | Definizione a metà 2007                                    | Definizione attuale                                                                     |
| -------- | --- | ---------------------------------------------------------- | --------------------------------------------------------------------------------------- |
| 1        | Ha concluso una stagione (minimo: 5 gare, incluse le amichevoli), ed "è pronta ad affrontare trasferte essendo aderente agli standard di gioco interlega". | Ha concluso tre stagioni (inclusi incontri inter-lega).    | Ha concluso due stagioni come membro WFTDA ed è impegnata in gare inter-lega.           |
| 2        | Gareggia regolarmente e ha completato almeno un incontro pubblico, incluse una o più amichevoli.                                                           | Ha concluso almeno una stagione, "incluse gare inter-lega" | Ha concluso una stagione come membro WFTDA ed è impegnata o pronta per gare inter-lega. |
| 3        | Ancora in formazione / non ha completato incontri pubblici (incluse amichevoli), ma aderisce agli standard di affiliazione WFTDA.                          | In prova / non ha completato una stagione.                 | Non ha ancora completato una stagione come membro WFTDA.                                |

## Leghe membro
A maggio 2014 sono affiliate 243 leghe membro:

### Leghe apprendiste
A maggio 2014 114 leghe partecipano al WFTDA's Apprentice Program:
Molte leghe di roller derby che non sono membri WFTDA usano le regole WFTDA.

### Ex membri
- Orange County Roller Girls - Orange County, CA (gennaio 2008–marzo 2009[28][29]) - nel 2011 è tra le fondatrici della Roller Derby Coalition of Leagues
- East Texas Bombers - Tyler, TX (novembre 2005-luglio 2009)[30] - sta lavorando per rientrare come lega apprendista
- Salt City Derby Girls - Salt Lake City, UT (marzo 2011)[31] - indipendente
- Gem City Rollergirls - Dayton, OH (luglio 2007-novembre 2010) - è diventata lega apprendista[32]
- Rollergirls of Southern Indiana (2007-settembre 2012) - ha cessato l'attività nel 2012
- Choice City Rebels - Fort Collins, CO (marzo 2011 - dicembre 2012)[33] - indipendente

## Ranking
Alla conclusione della stagione competitiva di ogni anno (immediatamente dopo il WFTDA Championship) sono pubblicati i ranking finali dell'anno. Le prime 40 leghe vengono inserite in Division 1, le successive 60 in Division 2, e le rimanenti in Division 3. Il ranking di una lega può fluttuare durante la stagione intorno alla soglia che separa una division dall'altra, ma le division assegnate sono stabilite una sola volta all'anno. Perciò, nella seguente tabella potrebbe apparire, per esempio, un team in Division 2 con un ranking superiore a quello di un team in Division 1.
| Rank | Div 1                           | Rank | Div 2                           | Rank | Div 3                              |
| ---- | ------------------------------- | ---- | ------------------------------- | ---- | ---------------------------------- |
| 1    | Gotham Girls Roller Derby       | 41   | Sac City Rollers                | 101  | Assassination City Roller Derby    |
| 2    | B.ay A.rea D.erby Girls         | 42   | Fort Myers Derby Girls          | 102  | Rage City Rollergirls              |
| 3    | Texas Rollergirls               | 43   | Treasure Valley Rollergirls     | 103  | Little Steel Derby Girls           |
| 4    | Rose City Rollers               | 44   | Tri-City Roller Girls           | 104  | Dixie Derby Girls                  |
| 5    | Denver Roller Dolls             | 45   | Killamazoo Derby Darlins        | 105  | Fort Wayne Derby Girls             |
| 6    | Angel City Derby Girls          | 46   | Columbia Quad Squad             | 106  | Charlottesville Derby Dames        |
| 7    | London Rollergirls              | 47   | Fabulous Sin City Rollergirls   | 107  | ICT Roller Girls                   |
| 8    | Windy City Rollers              | 48   | Queen City Roller Girls         | 108  | Sick Town Derby Dames              |
| 9    | Rocky Mountain Rollergirls      | 49   | Chicago Outfit Roller Derby     | 109  | Hard Knox Roller Girls             |
| 10   | Atlanta Rollergirls             | 50   | Gold Coast Derby Grrls          | 110  | Springfield RollerGirls            |
| 11   | Oly Rollers                     | 51   | NEO Roller Derby                | 111  | Bellingham Roller Betties          |
| 12   | Naptown Roller Girls            | 52   | Brandywine Roller Girls         | 112  | Junction City Roller Dolls         |
| 13   | Rat City Rollergirls            | 53   | Blue Ridge Rollergirls          | 113  | Mother State Roller Derby          |
| 14   | Philly Roller Girls             | 54   | Paper Valley Roller Girls       | 114  | Cherry City Derby Girls            |
| 15   | Montréal Roller Derby           | 55   | Duke City Derby                 | 115  | Lansing Derby Vixens               |
| 16   | Boston Derby Dames              | 56   | Grand Raggidy Roller Girls      | 116  | Tiger Bay Brawlers                 |
| 17   | Minnesota RollerGirls           | 57   | DC Rollergirls                  | 117  | Red Stick Roller Derby             |
| 18   | Steel City Roller Derby         | 58   | Suburbia Roller Derby           | 118  | Stockholm Roller Derby             |
| 19   | Kansas City Roller Warriors     | 59   | Burning River Roller Girls      | 119  | Dominion Derby Girls               |
| 20   | Arch Rival Rollergirls          | 60   | Dallas Derby Devils             | 120  | Slaughter County Roller Vixens     |
| 21   | Victorian Roller Derby League   | 61   | Brewcity Bruisers               | 121  | Alamo City Rollergirls             |
| 22   | Ohio Roller Girls               | 62   | Silicon Valley Roller Girls     | 122  | Lehigh Valley Rollergirls          |
| 23   | Wasatch Roller Derby            | 63   | Green Mountain Derby Dames      | 123  | Sioux Falls Roller Dollz           |
| 24   | Jacksonville Rollergirls        | 64   | Fargo Moorhead Derby Girls      | 124  | Helsinki Roller Derby              |
| 25   | Charm City Roller Girls         | 65   | Omaha Rollergirls               | 125  | Central City Roller Girls          |
| 26   | Houston Roller Derby            | 66   | Gainesville Roller Rebels       | 126  | Lava City Roller Dolls             |
| 27   | No Coast Derby Girls            | 67   | Tucson Roller Derby             | 127  | Hellions of Troy Roller Derby      |
| 28   | Detroit Derby Girls             | 68   | St. Chux Derby Chix             | 128  | Crime City Rollers                 |
| 29   | Toronto Roller Derby            | 69   | Rideau Valley Roller Girls      | 129  | Babe City Rollers                  |
| 30   | Tampa Bay Derby Darlins         | 70   | Connecticut RollerGirls         | 130  | NRV Rollergirls                    |
| 31   | Mad Rollin' Dolls               | 71   | Arizona Roller Derby            | 131  | Ark Valley High Rollers            |
| 32   | Santa Cruz Derby Girls          | 72   | Twin City Derby Girls           | 132  | Bear City Roller Derby             |
| 33   | Sacred City Derby Girls         | 73   | Dutchland Rollers               | 133  | Black Rose Rollers                 |
| 34   | Oklahoma Victory Dolls          | 74   | Demolition City Roller Derby    | 134  | Chattanooga Roller Girls           |
| 35   | New Hampshire Roller Derby      | 75   | Long Island Roller Rebels       | 135  | Circle City Derby Girls            |
| 36   | Jet City Rollergirls            | 76   | Roc City Roller Derby           | 136  | Mississippi Rollergirls            |
| 37   | Terminal City Rollergirls       | 77   | Carolina Rollergirls            | 137  | FoCo Girls Gone Derby              |
| 38   | Cincinnati Rollergirls          | 78   | Ithaca League of Women Rollers  | 138  | Derby City Rollergirls             |
| 39   | Nashville Rollergirls           | 79   | Maine Roller Derby              | 139  | Pueblo Derby Devil Dollz           |
| 40   | Bleeding Heartland Roller Girls | 80   | North Star Roller Girls         | 140  | CoMo Derby Dames                   |
|      |                                 | 81   | Lowcountry Highrollers          | 141  | Cape Fear Roller Girls             |
|      |                                 | 82   | Tallahassee Rollergirls         | 142  | Greenville Derby Dames             |
|      |                                 | 83   | Humboldt Roller Derby           | 143  | Central Coast Roller Derby         |
|      |                                 | 84   | Hammer City Roller Girls        | 144  | Vette City Roller Derby            |
|      |                                 | 85   | Old Capitol City Roller Girls   | 145  | Slaughterhouse Derby Girls         |
|      |                                 | 86   | Sonoma County Roller Derby      | 146  | Central New York Roller Derby      |
|      |                                 | 87   | Garden State Rollergirls        | 147  | Little City Roller Girls           |
|      |                                 | 88   | Northwest Arkansas Roller Derby | 148  | Royal Windsor Rollergirls          |
|      |                                 | 89   | River City Rollergirls          | 149  | Gent Go Go Rollergirls             |
|      |                                 | 90   | Des Moines Derby Dames          | 150  | Glass City Rollers                 |
|      |                                 | 91   | Emerald City Roller Girls       | 151  | Greensboro Roller Derby            |
|      |                                 | 92   | Providence Roller Derby         | 152  | Black-n-Bluegrass Rollergirls      |
|      |                                 | 93   | Memphis Roller Derby            | 153  | Dockyard Derby Dames               |
|      |                                 | 94   | Auld Reekie Roller Girls        | 154  | Leeds Roller Dolls                 |
|      |                                 | 95   | Pikes Peak Derby Dames          | 155  | Cheyenne Capidolls                 |
|      |                                 | 96   | Charlotte Roller Girls          | 156  | Magnolia Roller Vixens             |
|      |                                 | 97   | Big Easy Rollergirls            | 157  | Classic City Rollergirls           |
|      |                                 | 98   | Sioux City Roller Dames         | 158  | Hub City Derby Dames               |
|      |                                 | 99   | Glasgow Roller Derby            | 159  | Hudson Valley Horrors Roller Derby |
|      |                                 | 100  | Oklahoma City Roller Derby      | 160  | McLean County MissFits             |
|      |                                 |      |                                 | 161  | Lincolnshire Bombers Roller Girls  |
|      |                                 |      |                                 | 162  | Pacific Roller Derby               |
|      |                                 |      |                                 | 163  | West Texas Roller Dollz            |
|      |                                 |      |                                 | 164  | Mason Dixon Roller Vixens          |
|      |                                 |      |                                 | 165  | Rainy City Roller Dolls            |
|      |                                 |      |                                 | 166  | Harrisburg Area Roller Derby       |
|      |                                 |      |                                 | 167  | Rocktown Rollers                   |
|      |                                 |      |                                 | 168  | Southern Illinois Roller Girls     |
|      |                                 |      |                                 | 169  | Tragic City Roller Girls           |
|      |                                 |      |                                 | 170  | Fox Cityz Foxz                     |
|      |                                 |      |                                 | 171  | Castle Rock 'n' Rollers            |
|      |                                 |      |                                 | 172  | Soul City Sirens                   |
|      |                                 |      |                                 | 173  | Fairbanks Rollergirls              |
|      |                                 |      |                                 | 174  | Spindletop Roller Girls            |
|      |                                 |      |                                 | 175  | Roughneck Roller Derby             |

Leghe membro fuori classifica:
(le leghe fuori classifica sono inserite d'ufficio in Division 3)
- Ann Arbor Derby Dimes
- Assault City Roller Derby
- Border City Brawlers
- Boulder County Bombers
- Cajun Rollergirls
- Calgary Roller Derby Association
- Cedar Rapids RollerGirls
- Cedar Valley Derby Divas
- Cen-Tex Rollergirls
- Confluence Crush Roller Derby
- Copenhagen Roller Derby
- Cornfed Derby Dames
- Cowboy Capital Rollergirls
- Denali Destroyer Dolls
- Derby Revolution of Bakersfield
- Diamond State Roller Girls
- Enid Roller Girls
- Forest City Derby Girls
- Gem City Rollergirls
- Granite State Roller Derby
- GTA Rollergirls
- Happy Valley Derby Darlins
- Harbor City Roller Dames
- Hartford Area Roller Derby
- Jersey Shore Roller Girls
- Kokeshi Roller Dolls
- Lafayette Brawlin' Dolls
- Lilac City Roller Girls
- London Rockin' Rollers
- Mid-State Sisters of Skate
- Mid Iowa Rollers
- Mississippi Valley Mayhem
- Monterey Bay Derby Dames
- Nidaros Roller Derby
- Nottingham Hellfire Harlots
- Oslo Roller Derby
- Paradise Rollergirls
- Paris Rollergirls
- Pirate City Rollers
- Port Scandalous Roller Derby
- Quad City Rollers
- Richland County Regulators
- Richter City Roller Derby
- Rock n Roller Queens
- Rockford Rage Women's Roller Derby
- Rodeo City Rollergirls
- Rollergirls of Central Kentucky
- Salisbury Rollergirls
- San Fernando Valley Roller Derby
- Sheffield Steel Rollergirls
- SoCal Derby
- South Bend Roller Girls
- Southern Oregon Rollergirls
- Stuttgart Valley Roller Girlz
- Sun State Roller Girls
- Tokyo Roller Girls
- Ventura County Derby Darlins
- West Coast Derby Knockouts

## Presidenti
- Hydra (2006-2007)
- Crackerjack (2007-2012)
- Alassin Sane (dal 2012)